# Astyloblatta minuta
Astyloblatta minuta är en kackerlacksart som beskrevs av Bei-Bienko 1954. Astyloblatta minuta ingår i släktet Astyloblatta och familjen småkackerlackor. Inga underarter finns listade.